# オルトヴェーロ
オルトヴェーロ(伊: Ortovero)は、イタリア共和国リグーリア州サヴォーナ県にある、人口約1,600人の基礎自治体（コムーネ）。

## 地理

### 位置・広がり

#### 隣接コムーネ
隣接するコムーネは以下の通り。
- アルベンガ
- アルナスコ
- カザノーヴァ・レッローネ
- オンツォ
- ヴェンドーネ
- ヴィッラノーヴァ・ダルベンガ

### 地震分類
イタリアの地震リスク階級 (it) では、3 に分類される
。